# Verein Düsseldorfer Künstlerinnen
Der Verein Düsseldorfer Künstlerinnen e. V. ist eine der ältesten Künstlerinnen-Vereinigungen Deutschlands. Der 1911 gegründete Verein bildet seitdem ein Forum für Künstlerinnen, die in allen Bereichen der bildenden Kunst tätig sind und die durch Ausbildung, Beruf oder Wohnsitz mit der Stadt Düsseldorf verbunden sind. Der Verein mit gemeinnützigem Charakter vertritt die Interessen der Mitglieder bei der Veröffentlichung ihrer Arbeit. In den Jahren seines Bestehens hat der Verein als Veranstalter groß angelegter Ausstellungen in der Düsseldorfer Kunsthalle, im Kunstverein, dem Kunstpalast, in Museen und anderen Institutionen bedeutende Beiträge zum Kulturleben geleistet.

## Gründung des Vereins und Aktivitäten 1911 bis 1919
Im Oktober 1911 wurde der Verein Düsseldorfer Künstlerinnen gegründet. Zu den Gründungsmitgliedern gehörten Malerinnen, Bildhauerinnen, Architektinnen und Kunstgewerblerinnen. Die Künstlerinnen ließen sich von ihrem Anspruch auf Rechte von Frauen leiten. Sie nahmen an den Aufbruchphantasien der ersten Frauenbewegung Anfang des 20. Jahrhunderts Anteil.
Bereits 1909 traf sich in Düsseldorf regelmäßig mittwochs in den Räumen des Rheinischen Frauenklubs in der Bismarckstraße 121 ein Kreis von Malerinnen und Bildhauerinnen. Dieser Club wurde 1905 gegründet. Minna Blanckertz gehörte 1905 mit Clara Poensgen, welche auch im Verein für Frauenfürsorge war, und Agnes Preyer zu den Gründungsfrauen des Rheinischen Frauenklubs. Im Jahr 1910 kamen Absolventinnen der Düsseldorfer Kunstgewerbeschule hinzu, die bereits beim Verein Düsseldorfer Künstler ausgestellt hatten. Folgende Künstlerinnen gehörten zum Kreis der ersten Stunde:
Mathilde Burghard, Fanny Coupette, Martha Ebeling, Valerie Fuhrmanns, Gertrud Friedersdorff, Eugenie und Helene Gericke, Johanna Helfferich, Ida Herf, Helene Kirberg, Magda Kröner, Henny Kummerfeld, Paula Monjé, Else Neumüller, Berta Perls-Leusden, Helene Rath, Hanny Stüber, Claire Volkhart Juliette Wagner und Meta Weber, welche bei Hermann Pohle Privatunterricht erhalten hatte und mit Carl Plückebaum verheiratet war.
Neben diesen Künstlerinnen versammelten sich im „Rheinischen Frauenclub“ vorwiegend alleinstehende Berufstätige bzw. sozial engagierte Frauen der bürgerlichen Mittelschicht. Damals galten Frauenclubs als gemäßigter Flügel der deutschen Frauenbewegung; sie waren Mittelpunkt der Bestrebungen nach Gleichberechtigung in allen Bereichen des Lebens. Für die Düsseldorfer Künstlerinnen bedeutete der Club einen Zugang zur Öffentlichkeit, eine Möglichkeit des geistigen Austausches und der Formulierung politischer Interessen.
Die Gruppe der Düsseldorfer Künstlerinnen verpflichtete sich nicht zu gemeinsamen stilistischen Ausdrucksmitteln, wie es beispielsweise bei der Gruppe Blauer Reiter der Fall war. Wichtig war den Mitgliedern – und das gilt bis heute – die Verbindung zur Stadt Düsseldorf. Die aktiven Mitglieder müssen durch Ausbildung, Beruf oder Wohnsitz mit der Stadt verbunden sein. Vor allem im Düsseldorf des Jahres 1911 galt es, die Vorherrschaft der exklusiven Männerbünde, der Kunstakademie und des Künstlervereins Malkasten (gegründet 1848), zu durchbrechen. Noch zu Beginn des 20. Jahrhunderts wurde den Frauen die Fähigkeit zu künstlerischer Tätigkeit und Kreativität abgesprochen. So schien es folgerichtig, dass Frauen an Kunstakademien nicht aufgenommen wurden, in Orchestern nicht musizieren und nicht Dirigentin werden durften. Deshalb bemühte sich die Gründungsgruppe der bildenden Künstlerinnen um Zulassung von Frauen zu den Kunsthochschulen.
Der Verein verstand sich als Forum für Frauen, die in allen Bereichen der bildenden Kunst tätig waren. Wichtig war den Künstlerinnen, die Kunst von Frauen im öffentlichen Raum sichtbar zu machen und ihre berufliche Situation zu verbessern. Die gleichberechtigte Teilhabe an Ausstellungsmöglichkeiten war Kern der Zielsetzung.
Im Gründungsjahr des Vereins der Düsseldorfer Künstlerinnen hatte der Club 850 Mitglieder, dazu zählten auch sogenannte Kunstfreundinnen, die den jungen Künstlerinnen finanzielle Unterstützung boten.
Folgende weitere Künstlerinnen waren damals Mitglieder der Vereinigung Düsseldorfer Künstlerinnen und Kunstfreundinnen:
Paula Arnoldi, Luise Burghard, Luise Bargum, Maria Bewerunge, Lina Bürgers, Emma Friedrich-Bönninger, die Architektin Therese Mogger (1875–1956), eine der frühesten Vorsitzenden, die Bildhauerin Maria Elisabeth Moog, Anna Quedenfeldt, Luise Wolff-Ebenrod und Adele Schäfer.
Ein halbes Jahr nach der offiziellen Gründung wurde im Club die erste Ausstellung mit Malerei, Plastik und kunstgewerblichen Arbeiten eröffnet. Die erste Ausstellung mit überregionaler Beteiligung fand 1917 in der Kunsthalle statt. Mit dieser Ausstellung war es den Künstlerinnen erstmals gelungen, den Düsseldorfer Kunstraum für sich zu besetzen. Sie wurden aufgrund ihrer Vernetzung mit der Düsseldorfer Frauenbewegung stärker bei den städtischen Präsentationen und den großen Ausstellungen im damaligen Kunstpalast unterstützt.

## Erste Erfolge und erneute Ausgrenzungsmechanismen nach 1919
Die Düsseldorfer Künstlerinnen hatten mit Beginn der Weimarer Republik ihr Kernziel, einen Zugang zu den Ausbildungs- und Ausstellungsinstitutionen, erreicht. Voraussetzung dafür war, dass die deutsche Frauenbewegung mit dem Frauenwahlrecht in der Weimarer Verfassung die politische Gleichstellung von Frauen erkämpft hatte.
Diese gesellschaftliche Anerkennung spiegelte sich allerdings nicht in der Zunahme der Ausstellungsbeteiligungen wider: Bei 26 Ausstellungen der Düsseldorfer Kunstszene in den 1920er Jahren lag die durchschnittliche Frauenbeteiligung bei 7,9 %. Die Künstlerinnen sahen sich subtilen Ausgrenzungsmechanismen ausgesetzt.
Im Jahr 1927 trat die Vereinigung Düsseldorfer Künstlerinnen und Kunstfreundinnen der GEDOK bei. In den 1930er Jahren endete die offizielle Verbindung mit den Kunstfreundinnen aus den Gründertagen. Zunehmende Eigenständigkeit und Professionalisierung waren der Auslöser. Es fand die Umbenennung zum „Verein Düsseldorfer Künstlerinnen“ statt, man gab sich den Namen, der auch heute noch gilt.
Im Jahre 1936, zum 25-jährigen Bestehen des Vereins, fand im Kunstpalast die Ausstellung „Die deutsche Malerin und Bildhauerin“ statt.

## Die Zeit während des Nationalsozialismus
Die Anpassung an das nationalsozialistische Regime wurde durch die Mitgliedschaft sowohl in den NS-Massenorganisationen Reichskammer der Bildenden Künste, Berlin und im Deutschen Frauenwerk aktiv vollzogen. Der „Rheinische Frauenclub“ hatte sich zuvor schon hinter die NS-Bewegung gestellt und auch seine Mitglieder dazu aufgefordert.
Es existierte eine Verbindung des Vereins mit der nationalsozialistischen Kulturpolitik. Im März und April 1941 fand in der Düsseldorfer Kunsthalle die Verkaufsausstellung „Die deutsche Malerin und Bildhauerin“ statt. Sie war eine öffentliche Bekundung zur Kulturpolitik des NS-Regimes. Die Kunstwerke entsprachen der sogenannten „artgerechten Kunst“. 25 Düsseldorfer Künstlerinnen nahmen daran teil, wie der Ausstellungskatalog der Düsseldorfer Kunsthalle zur Herbstausstellung Düsseldorfer Künstler 1941 belegt.

## Gegenwärtige Situation
Hinsichtlich formaler Barrieren und Restriktionen politischer Art hat sich die Situation für künstlerisch tätige Frauen im 21. Jahrhundert deutlich verbessert. In der Gegenwart sind Frauen in Kunst- und Leistungskursen, in Akademien und kleineren Ausstellungen in der Mehrheit; sie erhalten ähnlich viele Förderpreise wie Männer und sind ebenso auf der Documenta vertreten. Dennoch sind sie in Museen, wichtigen Galerien und Kunstzeitschriften deutlich unterrepräsentiert.
Eine Untersuchung zur Frauenpräsenz in Düsseldorfer Kunstinstitutionen von 1999 ergab beispielsweise, dass in der Kunsthalle in den letzten 30 Jahren 167 Einzelausstellungen von Männern und 8 Einzelausstellungen von Frauen ausgerichtet wurden – also lediglich 4,6 %. In den Tabellen der Düsseldorfer Studie fällt zudem auf, dass im Kunstverein in den letzten 30 Jahren die Werke von nur 10 Frauen gezeigt wurden; dagegen waren 111 Männer vertreten.
Viele Frauen haben nach wie vor einen Lebenslauf, der vor allem von Unterbrechungen geprägt ist. Die ganz eigenen Rollenprägungen und Neuentwürfe sollen innerhalb einer reinen Frauengruppe ohne Vorbehalte offen diskutiert werden können. Der Austausch über die künstlerische Arbeit und den Kunstbetrieb soll unterstützend wirken und Impulse für die individuelle Arbeit geben.
Derzeit (2013) geht es dem Verein Düsseldorfer Künstlerinnen um Förderungen, um gezielte Öffentlichkeitsarbeit, um Präsenz in der Presse und um internationale Vernetzung.
Mit Stand 2019 verzeichnete der Verein 36 Künstlerinnen als Mitglieder.